# Walter Pitts
Walter Harry Pitts (Detroit, 23 aprile 1923 – Detroit, 14 maggio 1969) è stato un matematico statunitense cui si devono importanti contributi nel campo delle neuroscienze computazionali.
Ha proposto formulazioni teoriche fondamentali dell'attività neuronale che hanno fondato un nuovo settore di studio, quello delle reti neurali artificiali, influenzando vari altri campi, quali le scienze cognitive, la psicologia, la filosofia, le neuroscienze, l'informatica, la cibernetica e l'intelligenza artificiale. È principalmente ricordato per aver scritto, assieme a Warren McCulloch, un articolo fondamentale intitolato "A Logical Calculus of Ideas Immanent in Nervous Activity" (1943), che ha proposto il primo modello matematico di una rete neurale. L'unità di base di questo modello di rete, la rappresentazione formale di un singolo neurone, è ancora il riferimento standard nel campo delle reti neurali, ed è spesso indicato come il neurone di McCulloch–Pitts.

## Biografia

### Giovinezza
Walter Pitts nacque in Michigan da Walter e Marie Welsia. Fu un autodidatta che durante l'infanzia studiò da solo logica e matematica, ed era in grado di comprendere varie lingue, incluse il greco e il latino. A dodici anni passò tre giorni consecutivi in una biblioteca, leggendo i Principia Mathematica, e inviò una lettera a Bertrand Russell mettendo in luce quelli che gli sembravano i problemi nella prima parte del primo volume. Russell gli rispose invitandolo a studiare a Cambridge. L'offerta non poté essere accettata, ma Pitts decise di divenire un logico. 
Pitts non aveva buoni rapporti con la propria famiglia di origine. Probabilmente all'età di quindici anni si allontanò di casa e non incontrò mai più i propri genitori. Per questo motivo, non frequentò mai una scuola superiore.

### Carriera accademica
Dopo il loro primo scambio epistolare, Pitts continuò a tenersi in contatto con Russell; nel 1938, a 15 anni, ne ascoltò alcune lezioni, che Russell teneva come visiting professor all'Università di Chicago, e lo incontrò personalmente. Russell suggerì a Pitts di restare a Chicago, studiando con il logico Rudolf Carnap. Pitts andò a trovare Carnap nel suo studio e, senza presentarsi, gli porse una copia annotata della recente opera di Carnap The Logical Syntax of Language, nella quale erano messi in rilievo quelli che Pitts riteneva essere degli errori. Carnap, non conoscendone il nome, impiegò mesi per rintracciarlo; dopo averlo trovato, riuscì a procurargli un impiego all'Università e ad ottenere che Pitts potesse studiare con lui. Pitts all'epoca era privo sia di casa che di un reddito fisso.  Nello stesso anno, alle lezioni di Russell, Pitts incontrò Jerome Lettvin, futuro neurofisiologo del MIT che si preparava ad iscriversi alla facoltà di Medicina, e ne divenne amico intimo.
A Chicago Pitts studiò a fondo la logica astratta di Carnap; successivamente incontrò il fisico teorico ucraino Nicolas Rashevsky, fondatore della biofisica matematica, e rimase colpito dal suo programma di riformulazione della biologia sull'esempio della fisica e della logica matematica. Nel gruppo di Rashevsky, Pitts lavorò a stretto contatto con il matematico Alston Householder che si occupava, tra l'altro, di modelli matematici dell'attività neuronale.
Più tardi giunse a Chicago Warren McCulloch, ed all'inizio del 1942 propose a Pitts, che era ancora senza casa, ed a Lettvin, di vivere con la sua famiglia. A sera McCulloch e Pitts lavoravano assieme. Pitts conosceva il pensiero di Leibniz sul calcolo, ed i due presero in considerazione l'idea che il sistema nervoso potesse essere considerato un dispositivo universale di calcolo, come quello descritto da Leibniz. Queste riflessioni condussero McCulloch e Pitts al loro fondamentale articolo sulle reti neurali A Logical Calculus of Ideas Immanent in Nervous Activity. Dopo cinque anni di frequenza, nei quali Pitts non si era iscritto a nessun corso ufficiale, l'Università di Chicago gli conferì un titolo di Associate of Arts, che restò il suo unico titolo accademico, per il suo contributo all'articolo.
Nel 1943 al MIT Lettvin presentò Pitts a Norbert Wiener, che aveva di recente perso un collaboratore. Il loro primo incontro, nel quale discussero la prova di Wiener del teorema ergodico, andò così bene che Pitts si trasferì a Boston per lavorare con Wiener. Durante questa collaborazione, che durò fino al 1952, Pitts si iscrisse al MIT come studente nel Dipartimento di Fisica nell'anno accademico 1943-1944, e successivamente in quello di Ingegneria Elettrica.
Nel 1944 Pitts fu assunto dalla Kellex Corp. (più tardi acquistata nel 1950 dalla Vitro) a New York, che lavorava per il Progetto Manhattan, e, dal 1946, partecipò regolarmente alle Macy conferences, che rappresentarono l'occasione di sviluppo della cibernetica.
Nel 1951 Wiener convinse Jerome Wiesner, allora responsabile del Laboratorio di ricerca di elettronica al MIT, ad assumere alcuni neurofisiologi. Fu costituito un gruppo con Pitts, Lettvin, McCulloch, e Pat Wall. Pitts scrisse una tesi sulle proprietà delle reti neurali connesse in tre dimensioni. Lettvin ne ha parlato come "... il genio del gruppo ... se gli chiedevi qualcosa, ti rispondeva con un intero libro di testo". 
Pitts veniva anche descritto come un eccentrico, che non voleva di far apparire il suo nome in pubblico. Rifiutò tutte le offerte di titoli accademici o di posizioni di rilievo al MIT (in parte perché avrebbe dovuto firmare con il suo nome).

### Trauma emotivo e declino
Nel 1952, Wiener improvvisamente ruppe con McCulloch — sembra su istigazione della moglie Margaret, che non sopportava McCulloch ed il suo stile di vita "bohemien".
L'evento rappresentò un trauma per Pitts, per il quale Wiener era stato fino ad allora una figura paterna. Reagì chiudendosi sempre più in se stesso, isolandosi dal mondo esterno. Giunse fino al punto di bruciare la sua tesi, non ancora pubblicata, ed anni di ricerche manoscritte. Perse interesse nel lavoro, collaborando solo con Robert Gesteland in un articolo sull'olfatto. Mantenne tuttavia la posizione di ricercatore nel Laboratorio di Elettronica al MIT.
Un altro colpo per Pitts fu rappresentato dalle conclusioni dell'articolo paradigmatico del 1959 "What the Frog’s Eye Tells the Frog’s Brain" (che lui stesso aveva scritto in collaborazione con Lettvin, McCulloch e Humberto Maturana) che dimostrava che l'elaborazione analogica nell'occhio svolgeva almeno parte del lavoro di interpretazione delle immagini, una situazione opposta a quella sostenuta da Pitts, nella quale 
il cervello elabora l'informazione digitalmente e sulla base di regole di logica matematica. 
Pitts morì nel 1969 di varici esofagee emorragiche, una malattia in genere collegata alla cirrosi e all'alcolismo.

## Pubblicazioni
- Walter Pitts, Some observations on the simple neuron circuit, in Bulletin of Mathematical Biology, vol. 4, n. 3, pp. 121–129, 1942.
- Warren McCulloch e Walter Pitts, A Logical Calculus of Ideas Immanent in Nervous Activity, 1943, in Bulletin of Mathematical Biophysics vol. 5, pp. 115–133. Ripubblicato in Neurocomputing: Foundations of Research, a cura di James A. Anderson e Edward Rosenfeld. MIT Press, 1988. pp. 15–27.
- Warren McCulloch e Walter Pitts, On how we know universals: The perception of auditory and visual forms, 1947, in Bulletin of Mathematical Biophysics vol. 9, pp. 127–147.
- R. Howland, Jerome Lettvin, Warren McCulloch, Walter Pitts, e P. D. Wall, Reflex inhibition by dorsal root interaction, 1955, in Journal of Neurophysiology vol. 18, pp. 1–17.
- P. D. Wall, Warren McCulloch, Jerome Lettvin e Walter Pitts, Effects of strychnine with special reference to spinal afferent fibres, 1955, in Epilepsia Series vol. 3, n. 4, pp. 29–40.
- Jerome Lettvin, Humberto Maturana, Warren McCulloch e Walter Pitts, What the Frog's Eye Tells the Frog's Brain, 1959, in Proceedings of the Institute of Radio Engineers vol. 47, pp. 1940–1951.
- Humberto Maturana, Jerome Lettvin, Warren McCulloch e Walter Pitts, Anatomy and physiology of vision in the frog, 1960, in Journal of General Physiology, vol. 43, pp. 129—175.
- Robert Gesteland, Jerome Lettvin e Walter Pitts, Chemical Transmission in the Nose of the Frog, 1965, in J.Physiol vol. 181, pp. 525–529.